# Arno Del Curto

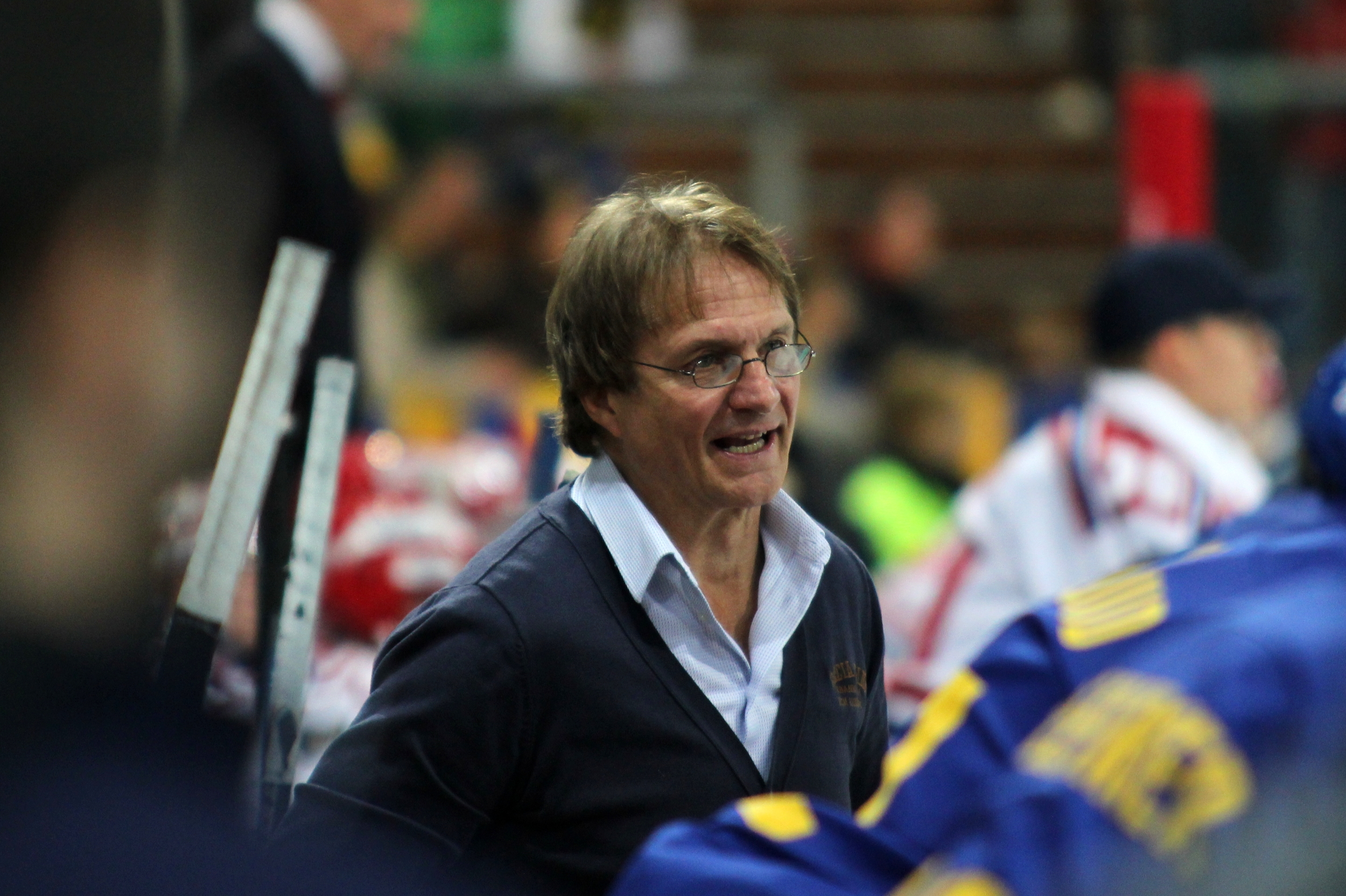
Arno Del Curto (2015)

Arno Del Curto (* 23. Juli 1956 in St. Moritz) ist ein ehemaliger Schweizer Eishockeyspieler und heutiger -trainer. Er war von 1996 bis 2018 Trainer des HC Davos. Seit November 2021 ist Del Curto Assistenztrainer der österreichischen Nationalmannschaft.

## Karriere
Als Spieler stand Del Curto für den EHC St. Moritz und GC (heute GCK Lions) in der 1. Liga, der dritthöchsten Schweizer Spielklasse, sowie für den Zürcher SC in der Nationalliga B im Einsatz. Eine schwere Verletzung (Fussgelenkbruch) zwang ihn im Alter von 21 Jahren, seine Spielerkarriere frühzeitig zu beenden.
Nachdem Del Curto in Buochs, Reinach und Küsnacht diverse Mannschaften in den Amateurligen als Cheftrainer geleitet hatte, übernahm er 1990 mit dem SC Herisau in der zweithöchsten Schweizer Spielklasse erstmals eine Mannschaft in einer Profiliga. Im Folgejahr wurde er vom Zürcher SC verpflichtet, dessen Mannschaft er drei Saisons (1991 bis 1993) in der Nationalliga A leitete. Im November 1993 nahm er ein Angebot des EHC Bülach an und trainierte in den folgenden zwei Jahren ausserdem auch den HC Luzern und die Schweizer U20-Nationalmannschaft.
Zur Saison 1996/97 unterzeichnete Del Curto beim HC Davos, bei dem er bis November 2018 ununterbrochen als Cheftrainer im Einsatz stand. Mit dem Team gewann er sechs Mal die Meisterschaft (2002, 2005, 2007, 2009, 2011 und 2015), wurde dreimal Vizemeister (1998, 2003 und 2006) und siegte fünfmal beim Spengler Cup (2000, 2001, 2004, 2006, 2011). Ein Höhepunkt war auch 2015 die Qualifikation für den Halbfinal in der Champions Hockey League dank eines 4:1-Auswärtssiegs im Viertelfinal-Rückspiel über Skellefteå AIK. Im November 2018 gab der HC Davos den Rücktritt Del Curtos nach 22 Jahren im Amt bekannt.
Im Januar 2019 unterzeichnete Arno Del Curto bei den ZSC Lions, bei denen er als direkter Nachfolger von Serge Aubin das Amt als Cheftrainer übernahm. Del Curto gelang es im weiteren Verlauf der Saison 2018/19 nicht, die Zürcher in die Meisterrunde zu führen, was zuletzt 13 Jahre zuvor für den ZSC der Fall gewesen war. Anschliessend erhielt er in Zürich keine Vertragsverlängerung.
Seit November 2021 ist Del Curto Assistenztrainer von Roger Bader bei der österreichischen Nationalmannschaft. Er begleitete das Team an den Weltmeisterschaften 2022, 2023 und 2024.

## Einordnung
Arno Del Curto fordert von seinem Team hartes, schnelles und intelligentes Eishockey. Dabei setzt er häufig auf junge Spieler, denen er verhältnismässig viel Eiszeit gibt: Reto von Arx, Michel Riesen, Björn Christen und Beat Forster wurden unter ihm Leistungsträger und Nationalspieler. In Davos galt er als «Alleinherrscher» und wichtigster Entscheidungsträger. Er wurde als Ausnahmeerscheinung im professionellen Eishockey, als Freigeist, Nonkonformist und «Monument des Schweizer Sports» beschrieben.

## Privates
Del Curto hat zwei erwachsene Kinder und lebt mit seiner Partnerin in Lotzwil im Kanton Bern.

## Auszeichnungen
- 2005 bester Cheftrainer der Nationalliga A
- 2007 Sportler des Jahres: Auszeichnung als Bester Trainer
- 2009 best hockey coach in Europe[11]
- 2011 Sportler des Jahres: Auszeichnung als Bester Trainer

## Werke
- mit Franziska K. Müller: Arno Del Curto. Mit Köpfchen durch die Wand. Biografie eines Machers. Wörterseh, 2021, ISBN 978-3-03763-132-4.[10]